# Thalaina macfarlandi
Thalaina macfarlandi là một loài bướm đêm trong họ Geometridae.